# 中起町
中起町（なかおこしちょう）は、愛知県名古屋市熱田区の地名。

## 歴史

### 沿革
- 1952年（昭和27年）3月25日 - 熱田区熱田西町の一部により、同区中起町が成立[3]。
- 1976年（昭和51年）8月29日 - 一部が熱田区大宝一丁目に編入される[3]。
- 1989年（平成元年）2月27日 - 残部が熱田区大宝一丁目に編入され消滅[3]。